# Hamdin Sabahi
Hamdin Sabahi (Arabisch: حمدين صباحي) (Baltim (gouvernement Kafr el Sheikh), 5 juli 1954) is een Egytisch journalist, activist en links populistisch politicus. Hij is een voorstander van het Nasserisme. Vanwege zijn oppositie tegen de presidenten Sadat en Moebarak werd hij zeventien keer vastgezet. In 1995 en 1997 stuitten zijn pogingen om mee te doen aan de presidentsverkiezingen op te veel weerstand van de autoriteiten. In 2000 werd hij ondanks de tegenwerking gekozen tot parlementslid. Hij deed opnieuw mee aan de presidentsverkiezingen van 2012 en behaalde toen de derde plaats. In 2014 is hij opnieuw kandidaat.

## Biografie
Sabahi begon in 1975 met zijn studie massacommunicatie aan de universiteit van Caïro, waar hij met een groep vrienden een Nasseristische Club oprichtte. Verder werd hij door medestudenten gekozen tot voorzitter van de studentenvakbond van de universiteit. In 1985 slaagde hij voor zijn mastergraad in journalistiek. Kort na zijn studie was hij een van de oprichters van 'Sa'id', een centrum voor Arabische journalistiek dat opleiding verzorgt voor veel jonge, Arabische journalisten.
Vanwege zijn oppositie tegen het beleid en de leiding van de presidenten Sadat en Moebarak kwam hij verschillende malen in de problemen. Als vertegenwoordiger van de studentenvakbond had hij een keer een ontmoeting met Sadat die hij openlijk kritiek gaf over diens opendeurpolitiek en Egyptes vredesplannen met Israël. Hierop werd hem een verbod opgelegd om nog verder op op televisie of als journalist te werken. In de loop van de jaren werd hij zeventien maal vastgezet en verschillende malen gemarteld. Redenen hiervoor waren onder meer omdat hij zich had uitgelaten over de passiviteit van de Arabische wereld ten opzichte van de sancties tegen Irak na de Golfoorlog van 1990-1991, en omdat hij oppositie had gevoerd – als parlementslid – tegen de steun van Egypte aan de Irakoorlog.
In 1992 hielp hij bij de oprichting van de Democratische Nasseristische Partij en een jaar later bracht hij samen met andere leden van de Nasseristische beweging een bezoek aan Palestijnse verzetsleiders in Libanon; een jaar later overleefde hij een bomaanslag. Toen hij in 1995 voor het eerst wilde meedoen aan de presidentsverkiezingen, kreeg hij te maken met aanvallen van baltagiya waardoor twee van zijn aanhangers overleden en 37 gewond raakten. In 1997 richtte hij de op het Nasserisme geënte Waardigheidspartij ('al-Karama') op, maar verkreeg hij geen licentie om mee te doen aan de verkiezingen.
In 1999 werd hij lid van de journalistenvakbond en tevens benoemd tot voorzitter van het mediacomité, en in 2000 werd hij gekozen tot parlementslid. In aanloop naar de verkiezingen werden bijna honderd aanhangers van Sabahi opgepakt. In 2004 hielp hij bij de oprichting van Kefaya (Genoeg!) die zich verzette tegen een verlenging van het mandaat van Moebarak en diens idee om opgevolgd te worden door zijn zoon, Gamal. In 2010 sloot hij zich aan bij het Nationale Verbond voor Verandering, waaraan bekende figuren waren verbonden als Mohammed el-Baradei en Ayman Nour. Op 25 januari 2011, de eerste dag van de Egyptische Revolutie, deed hij mee aan protesten in zijn geboortestad Baltim en vanaf de 28e betoogde hij mee in Caïro.
Na de revolutie kondigde hij zijn kandidaatschap aan voor de presidentsverkiezingen van 2012. Hij streed voor democratie, scheiding der machten, sociale gelijkheid en gerechtigheid, en tegen monopolie en corruptie in de Egyptische economie. Zijn kiezers bevinden zich vooral onder de arme bevolking in de landelijke gebieden in het noorden en onder linkse kiezers die zich laat leiden door trots en waardigheid. In het algemeen wordt hij beschouwd als een links populistisch politicus. Aanvankelijk werd hem geen kans toegedicht. Tegen de verwachting in ging hij met 20,72% van de stemmen bijna door naar de tweede verkiezingsronde; de verkiezingen werden in de tweede ronde gewonnen door de leider van de Moslimbroederschap, Mohamed Morsi.
Tijdens de verkiezingen van 2014 is hij opnieuw verkiesbaar, als enige opponent van oud-legerleider Abdel Fattah al-Sisi.